# Saint-Hilaire-de-Loulay
Saint-Hilaire-de-Loulay is een plaats en voormalige gemeente in Frankrijk in het departement Vendée in de regio Pays de la Loire en telt 3569 inwoners (1999). De plaats maakt deel uit van het arrondissement La Roche-sur-Yon.

## Geschiedenis
Saint-Hilaire-de-Loulay fuseerde op 1 januari 2019 met Boufféré, La Guyonnière, Montaigu en Saint-Georges-de-Montaigu tot de commune nouvelle Montaigu-Vendée.

## Geografie
De oppervlakte van Saint-Hilaire-de-Loulay bedraagt 40,5 km², de bevolkingsdichtheid is 88,1 inwoners per km².
De onderstaande kaart toont de ligging van Saint-Hilaire-de-Loulay met de belangrijkste infrastructuur en aangrenzende gemeenten.

## Demografie
Onderstaande figuur toont het verloop van het inwonertal.